# 三甲双酮
三甲双酮（Trimethadione）是噁唑烷二酮类抗惊厥剂，可用於治疗其他治疗难以缓解的癲癇状况。圣路易斯华盛顿大学聋人中心学院（Central Institute for the Deaf）老年聋人中心（Center For Presbyacusis and Aging）的包建新博士的研究表面三甲双酮与其他噁唑烷二酮类抗惊厥剂可能对治疗感音神经性听力损失，如伊拉克战争中的军人的听力损失，而药物的副作用如眩晕可以通过改进药物以使其不单独穿过大脑。

## 胎儿三甲双酮综合征
若在妊娠期服用，三甲双酮导致的胎儿三甲双酮综合征可能会导致面部畸形（短而上翘的鼻子、眉毛歪斜）、心脏缺损、胎儿宫内生长迟缓（IUGR）和精神发育迟滞。妊娠期使用三甲双酮的胎儿流产率的报告数据高达87%。